# Masnedsundbroen
Masnedsundbroen eller Masnedøbroen er en vej- og jernbanebro, der fører over Masnedsund mellem Vordingborg på Sjælland og Masnedø. Broen benyttes af sekundærrute 153, den nationale cykelrute 7 og Sydbanen. Broen er 201,0 meter lang, med en bredde på 8,8 meter og en gennemsejlingsbredde på 25,0 meter. Den blev indviet 6. august 1937 til erstatning for en jernbanebro fra 1883. 

## Historie
Den første bro over Masnedsund var en jernbanebro, der blev bygget i 1883 mellem Vordingborg og Masnedø. Fra Masnedø var der en færgerute videre til Orehoved på Falster fra januar 1884. De karakteristiske portaler ved den første, 182 m lange Masnedsundbro var tegnet af statsbanernes arkitekt N.P.C. Holsøe.
Den 6. august 1937 blev den gamle bro erstattet af en ny kombineret jernbane- og vejbro (klapbro) i forbindelse med åbningen af Storstrømsbroen mellem Masnedø og Falster. Jernbanedelen måtte dog åbnes før tiden på grund af en uforudset begivenhed. Den 12. december 1935 blev Masnedsundbroen påsejlet af en engelsk tankdamper, der skulle passere den åbnede bro, men som af strømmen blev ført ind mod den sydlige side af bropillen. Stævnen tørnede mod broens overbygning og rev den løs fra pillens fundament. Den nordlige ende af det faste brofag styrtede i vandet. Den nye Masnedsundbro var da under bygning og det besluttedes at fremskynde arbejdet. Med en stor arbejdsstyrke døgnet rundt lykkedes det at få jernbanebroen færdig til åbning for trafik allerede den 22. december. I de mellemliggende dage klaredes trafikken ved færgeforbindelser mellem Orehoved og Masnedsund, Korsør og Københavns Frihavn.
Den 13. april 2014 ca. 22:30 blev broen påsejlet af fragtskibet Karla C, der havde motorproblemer. Der skete skader på broens spor. Fra den 18. juli 2016 er broen permanent lukket for gennemsejling, der kræver åbning af broklappen.

## Ny jernbanebro
I forbindelse med etablering af Femern Bælt-forbindelsen blev det vedtaget, at jernbanen skulle gøres dobbeltsporet. En ny dobbeltsporet jernbanebro parallelt med og umiddelbart øst for den gamle bro, blev i 2018 samlet af betonelementer produceret i Polen. Den smalle gamle vejbro blev bevaret til biltrafikken, mens jernbanedelen blev fjernet, hvorved vejen kunne udvides. Den nye bro har ligesom den gamle 6 brofag og 5 bropiller, og en gennemsejlingshøjde på maks. 5 meter. Den er cirka 200 meter lang og 14 meter bred. Den er udelukkende til jernbanetrafik, og tillader passagertog at køre op til 200 km/t. Den nye bro er udført i beton, både over- og underbygningen. En dybere sejlrende er gravet syd om Masnedø, så skibe over 5 meter kan komme ind i havnen i Vordingborg uden at passere de to broer.

## Fakta
- Længde: 201 meter
- Bredde: 8,8 meter
- Gennemsejlingshøjde: 5 meter, kunne frem til 2016 åbnes
- Gennemsejlingsbredde: 25 meter
- Indvielsesdato: 6. august 1937
- Bilspor: 2
- Jernbanespor: 2
- Fortov og cykelsti: kombineret i den ene side